# Хьюлетт (Вайоминг)
Хьюлетт (англ. Hulett) — город, расположенный в округе Крук (штат Вайоминг, США) с населением в 408 человек по статистическим данным переписи 2000 года.

## География
По данным Бюро переписи населения США город Хьюлетт имеет общую площадь в 2,33 квадратных километров, водных ресурсов в черте населённого пункта не имеется.
Город Хьюлетт расположен на высоте 1142 метров над уровнем моря.

## Демография
По данным переписи населения 2000 года в Хьюлетте проживало 408 человек, 106 семей, насчитывалось 173 домашних хозяйств и 211 жилых домов. Средняя плотность населения составляла около 181 человек на один квадратный километр. Расовый состав Хьюлетта по данным переписи распределился следующим образом: 98,28 % белых, 0,49 % — коренных американцев, 1,23 % — представителей смешанных рас.
Испаноговорящие составили 0,98 % от всех жителей города.
Из 173 домашних хозяйств в 32,4 % — воспитывали детей в возрасте до 18 лет, 53,2 % представляли собой совместно проживающие супружеские пары, в 4,6 % семей женщины проживали без мужей, 38,7 % не имели семей. 35,3 % от общего числа семей на момент переписи жили самостоятельно, при этом 16,8 % составили одинокие пожилые люди в возрасте 65 лет и старше. Средний размер домашнего хозяйства составил 2,36 человек, а средний размер семьи — 3,15 человек.
Население города по возрастному диапазону по данным переписи 2000 года распределилось следующим образом: 28,9 % — жители младше 18 лет, 8,1 % — между 18 и 24 годами, 26,7 % — от 25 до 44 лет, 19,9 % — от 45 до 64 лет и 16,4 % — в возрасте 65 лет и старше. Средний возраст жителей составил 36 лет. На каждые 100 женщин в Хьюлетте приходилось 97,1 мужчин, при этом на каждые сто женщин 18 лет и старше приходилось 97,3 мужчин также старше 18 лет.
Средний доход на одно домашнее хозяйство в городе составил 23 125 долларов США, а средний доход на одну семью — 31 250 долларов. При этом мужчины имели средний доход в 27 875 долларов США в год против 15 455 долларов среднегодового дохода у женщин. Доход на душу населения в городе составил 12 582 доллара в год. 11,9 % от всего числа семей в округе и 15,8 % от всей численности населения находилось на момент переписи населения за чертой бедности, при этом 23,9 % из них были моложе 18 лет и 16,4 % — в возрасте 65 лет и старше.